# Еквадорсько-хорватські відносини

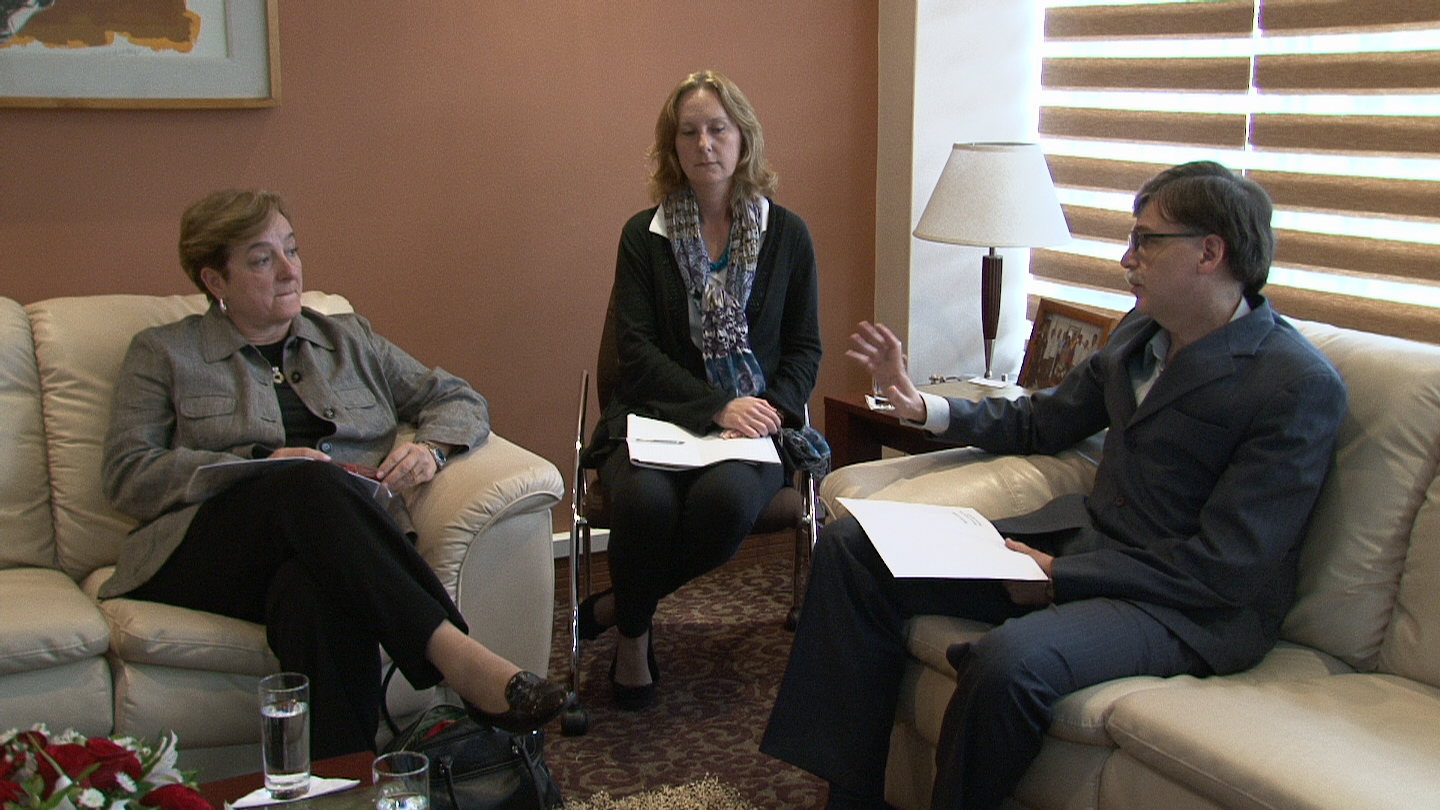
Виконувач обов'язків міністра закордонних справ Кінто Лукас приймає копії вірчих грамот від нової посолки Хорватії в Чилі Весни Терзич, яка за сумісництвом представляє Хорватію в Еквадорі

Еквадорсько-хорватські відносини (ісп. relaciones entre Ecuador y Croacia, хорв. ekvadorsko-hrvatski odnosi) — історичні та поточні двосторонні відносини між Еквадором та Хорватією. Обидві держави — члени ООН і СОТ. Еквадор із 1983 року входить до Руху неприєднання, членом-співзасновником якого була колишня Югославія, до якої належала і тодішня Хорватія. 
Еквадор має посольство в Будапешті та почесне консульство в Загребі.
Хорватія має посольство в Сантьяго та консульство в Гуаякілі.

## Історія
Еквадор визнав Хорватію і встановив із нею дипломатичні відносини 22 лютого 1996 року.
29 жовтня 2018 року уряд Республіки Хорватія та уряд Республіки Еквадор уклали Угоду про звільнення від візових вимог для власників дипломатичних та службових/офіційних паспортів.
30 жовтня 2024 року Міністерство закордонних і європейських справ Республіки Хорватія та Міністерство закордонних справ і людської мобільності Республіки Еквадор підписали Меморандум про взаєморозуміння щодо співпраці в освіті та підготовці дипломатів.